# Ени Хаслам
Eни Хаслам (на английски: Annie Haslam) е английска вокалистка, текстописка и художничка.
Тя е най-известна като вокалистка на прогресив рок групата „Ренесанс“ от 1971 г. насам и с дългата си и разнообразна солова певческа кариера. Тя има вокален диапазон от пет октави. От 2002 г. развива паралелна кариера като художничка, създавайки картини върху платно, рисувани музикални инструменти и жикле (художествен цифров печат).

## Кариера

### Ранни години
Първоначално студентка по мода в Корнуол, Хаслам работи като шивачка на ул. „Севил Роу“ в Мейфеър, Лондон. Докато е там, тя слуша покривния концерт на Бийтълс. По-късно, през 1970 г., започва да учи при оперната певица Сибил Найт.

### Кариера с Ренесанс
През февруари 1971 г. Хаслам става новата вокалистка на група Ренесанс, след като отговаря на реклама в британското периодично издание „Мелъди Мейкър“ и се явява на прослушване за групата в Съри. Чарлз Снайдер заявява: „Гласът на Ени Хаслам, извисяващ се високо заедно с мелодията, е голямата новина. Далеч повече Уест Енд, отколкото Карнаби Стрийт, той щеше да определи групата."
С Ренесанс Хаслам е водеща вокалистка в седем студийни албума по време на техния класически период (1972–1979), четири студийни албума от 1981 г. до днес  и в редица концертни албуми.
През август 1978 г. сингълът на групата "Northern Lights" достига топ 10 в британските класации за сингли.

## Соло кариера
През 1977 г. Хаслам започва соловата си кариера с албума си Annie in Wonderland, продуциран от Рой Ууд, който свири на повечето музикални инструменти, прави дует с нея на една песен и участва в албума на Intergalactic Touring Band. Оттогава тя издава осем студийни албума, три от които са издадени чрез нейния собствен звукозаписен лейбъл Уайт Доув. Хаслам също си сътрудничи със Стив Хау по редица проекти.
Нейният Live Studio Concert от 2006 г. също е издаден като първото ѝ солово DVD. Тя издава миниалбум, наречен Night and Day – нейният първи солов запис от няколко години, с уелската рок група Маджента през 2006 г.

### Визуални изкуства
„Хаслам, като малцина сред нас, е благословена да насочва музата си по различни начини“ пише Мелинда Рицо в списание Fine Ar . Едно от тях е визуалното изкуство:
- нейни картини са използвани като обложки на албумите:
  - One Enchanted Evening, [9] от Ени Хаслам
  - Woman Transcending от Ени Хаслам –
  - Нощ и ден от Ени Хаслам с Маджента
  - Grandine il Vento / Symphony of Light от Ренесанс
  - Speak от I and Thou
  - Song of Times от Старкасъл
- тя е помогнала на други да проектират нейното сценично облекло[10]
- рисувала е музикални инструменти, включително китари и цигулки[11]
- тя е създала giclées на много от своите картини
- през 1975 г. тя артистично написва на ръка текста на "Mother Russia" за британска турне програма.[12]

## Празничен концерт
Започвайки от 1999 г., Хаслам всяка година изнася коледно шоу, наречено В духа на празниците (In the Spirit of the Holidays), първоначално в лутеранската църква Upper Tinicum, а след това в по-големия театър Селърсвил в Селърсвил, Пенсилвания, от 2006 г. насам. Коледното шоу се провежда всяка година с изключение на 2012 г., поради смъртта на нейния приятел и колега Майкъл Дънфорд през ноември същата година. Хаслам заявява, че „имаше твърде много тъга по това време“. В програмата ѝ са включени светски и религиозни коледни песни, както и собствени композиции, както и някои ренесансови песни.

## Личен живот
Хаслам е вегетарианка от края на 80-те години. През 1993 г. е диагностицирана с рак на гърдата, който надвива и който става вдъхновение за нейния албум от 1994 г. Blessing in Disguise.
Хаслам е сгодена за музиканта Рой Ууд в продължение на четири години, които тя по-късно описва като „четири от най-смешните години в живота ми".  През 1991 г. тя се омъжва за Марк И. Хофман от Северен Уелс, Пенсилвания. Бракът завършва с развод. Сега тя живее в окръг Бъкс, Пенсилвания. 

## Дискография

### Соло

#### Студийни албуми
- 1977: Annie in Wonderland
- 1985: Still Life
- 1989: Annie Haslam
- 1994: Blessing in Disguise
- 1999: The Dawn of Ananda
- 2000: It Snows in Heaven Too
- 2002: One Enchanted Evening
- 2007: Woman Transcending

#### Концертни албуми
- 1998: Live Under Brazilian Skies
- 2006: Live Studio Concert
- 2014: 'Live' Studio Concert Philadelphia 1997 (Re-release)

#### Сътрудничества
- 1995: Supper's Ready: (Genesis tribute Album) (гост вокалистка)
- 1995: Tales From Yesterday (Yes tribute Album) (гост вокалистка)
- 1999: Portraits of Bob Dylan, албум на Стив Хау (гост вокалистка)
- 2005: Icon, албум на Джон Уетън и Джоф Даунс (гост вокалистка)
- 2006: Miles of Music, албум на Бон Майлс (гост вокалистка)
- 2006: Night and Day, миниалбум на Маджента, написан за Хаслам от об Рийд и Кристина Бут
- 2012: Songs of the Century: (Supertramp tribute Album) (гост вокалистка)
- 2017: Don't Give Up Single, дует с Ян Клозе

### С Ренесанс

#### Студийни албуми
- 1972: Prologue
- 1973: Ashes Are Burning
- 1974: Turn of the Cards
- 1975: Scheherazade and Other Stories
- 1977: Novella
- 1978: A Song for All Seasons
- 1979: Azure d'Or
- 1981: Camera Camera
- 1983: Time-Line
- 2001: Tuscany
- 2013: Grandine il vento (издаден като Symphony of Light през 2014 г. с 3 бонус парчета)

#### Концертни албуми
- 1976: Live at Carnegie Hall
- 1997: Live at the Royal Albert Hall: King Biscuit Flower Hour (изпълнение на живо записано през 1977 г.; две части)
- 2000: Unplugged 'Live' at the Accademy of Music
- 2002: In the Land of the Rising Sun: Live in Japan 2001
- 2011: Renaissance Tour 2011 – Turn of the Cards and Scheherazade & Other Stories Live in Concert (DVD + двойно CD)
- 2016: Renaissance 2012 (recorded April 16, 2015) – Renaissance Live at the Union Chapel (DVD + дигитално аудио)
- 2016: Renaissance Live at the BBC Sight & Sound (DVD + комплект от 3-CD)
- 2018: A Symphonic Journey (recorded October 27, 2017) – Live In Concert (DVD + двойно CD)
- 2000: Day of the Dreamer (изпълнение на живо, записано през 1978 г.)
- 2000: Live at the Academy of Music, Philadelphia (изпълнение на живо, записано през 1985 г.)
- 2009: Dreams & Omens (изпълнение на живо, записано през 1978 г.)
- 2010: Live in Chicago (изпълнение на живо, записано през 1983 г.)
- 2015: DeLane Lea Studios 1973 (изпълнение на живо, записано през 1973 г.)
- 2015: Academy of Music (изпълнение на живо, записано през 1974 г.)
- 2021: Renaissance 50th Anniversary: Ashes Are Burning - An Anthology - Live in Concert (Blu-ray/DVD/2CD Box)

#### Сборни албуми
- 1990: Tales of 1001 Nights (компилация в две части)
- 1995: Da Capo (компилация Repertoire Germany) (2 CD) (Ограничено издание във висок диджипак с много по-сбита, подробна книжка)

- 1997: Songs from Renaissance Days (компилация от out takes, включително една B-страна и две солови песни на Хаслам, 1979 – 1988)
- 1999: The BBC Sessions 1975–1978 [2 CD]
- 2002: Live + Direct (редактиран запис на живо от 1970 г. плюс демота и други, от Renaissance и сродни музиканти, от 1968 до 1976 г.)
- 2010: Scheherezade and Other Stories + DVD

#### Миниалбуми
- 2010: The Mystic and the Muse (миниалбум с три песни с нови песни)